# Mihail Ciachir

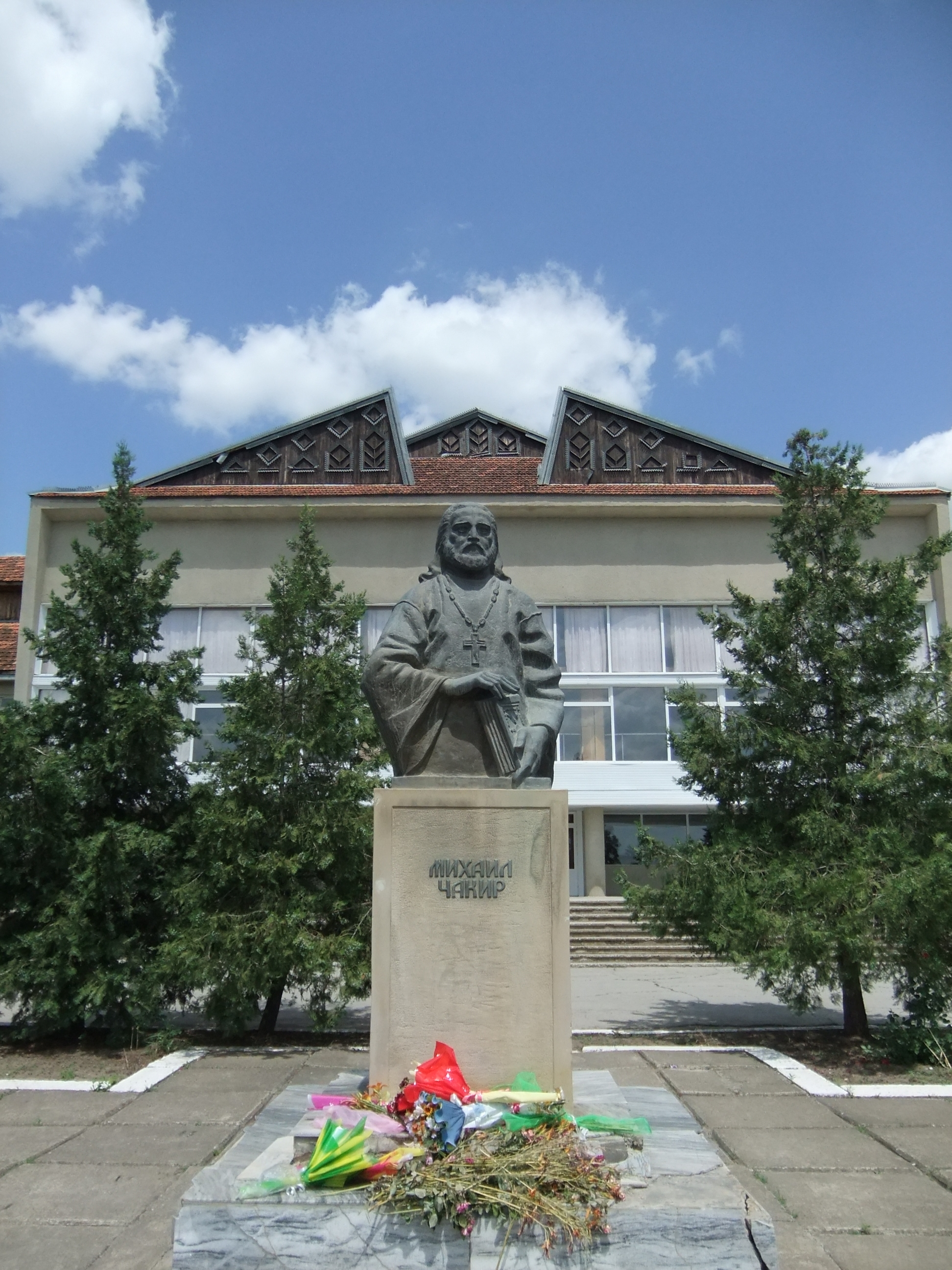
Monumentul lui Mihail Ciachir în Ciadîr-Lunga

Mihail Ciachir (în găgăuză Mihail Çakir; n. 27 aprilie 1861, Ciadîr-Lunga, Basarabia, Imperiul Rus – d. 8 septembrie 1938, Chișinău, România) a fost un cleric și educator găgăuz, inițiator al cărților tipărite în limbile română și găgăuză în Imperiul Rus.
A studiat la Seminarul Teologic din Chișinău. A fost profesor de geografie și istorie a religiilor; a publicat studii de istorie și etnografie. Este numit „apostolul limbii tipărite” de către găgăuzii contemporani. Mihail Ciachir a tradus Vechiul Testament și Noul Testament în limba găgăuză. A colaborat la revista românească „Viața Basarabiei” în 1933-1934. A tipărit în limba găgăuză „Istoria găgăuzilor”. A fost înmormântat în Cimitirul Central din Chișinău.
Bașcanul Găgăuziei Mihail Formuzal a declarat anul 2011 ca fiind Anul Mihail Ciachir.

## Lucrări
- Bucoavna, 1900
- Rusesc și moldovenesc cuvântelnic, 1907
- Agiutorid moldovenilor în vremea învățăturii limbii rusească, 1911
- Dicționar găgăuzo(turco) român, 1938

- Русско-молдавский словарь. – Кишинёв, 1907.
- Klisä dua kitabı. 1-ci basım – Chișinău, 1908; 2-ci basım – Chișinău, 1935; 3-cü basım - Saloniki, 2001.
- Evangeliya gagauzça-türkçä. – Chișinău, 1909.
- Allahlı liturgiya. – Chișinău, 1911.
- Eski Baalantının Ayozlu istoriyası. – Chișinău, 1911.
- Saatlar hem psaltirin psalomnarı. – Chișinău, 1912.
- Eni Baalantının Ayozlu istoriyası. – Chișinău, 1912.
- Klisä istoriyası kısadan. – Chișinău, 1912.
- Akafist hem moleben Cümledän ayoz Allah duudurana (Panaiya). – Chișinău, 1912.
- Ay (Ayozlu) Evangeliya. – Chișinău, 1933.
- Originea Gãgãuzilor // Viața Basarabiei. – 1933. – N9. – p. 15-24; 1934, - N5. – p. 3-20.
- Besarabiyalı gagauzların istoriyası. – 1-ci basım - Kişinêu, 1934; 2-ci basım - Chișinău, 2005.
- Psaltir gagauzça (türkçä) gagauzlar için hem türklär için. – Chișinău, 1936.
- Klisä Evangeliyası. – Chișinău, 1937.
- Laflık gagauzça (türkçä) hem românca (moldovanca) Besarabiyalı gagauzlar için. – Chișinău, 1938.